# 佛罗里达海峡
佛罗里达海峡（英語：Straits of Florida），美国佛罗里达半岛与古巴岛之间的海峡，为墨西哥湾北部通往大西洋的战略要道。墨西哥湾的温暖海水自佛罗里达海峡流出后，成为北大西洋暖流的起源地。该海峡长480公里，宽80-240公里，最深处1490米，湾内有佛罗里达礁岛群。